# Erquy
 Erquy  (en bretón Erge-ar-Mor, en galó Erqi) es una población y comuna francesa, situada en la región de Bretaña, departamento de Côtes-d'Armor, en el distrito de Saint-Brieuc y cantón de Pléneuf-Val-André.

## Demografía
| 3022 | 2998 | 3347 | 3426 | 3568 | 3760 |
| Para los censos de 1962 a 1999 la población legal corresponde a la población sin duplicidades (Fuente: INSEE [Consultar]) |      |      |      |      |      |